# 1993 VG
1993 VG är en asteroid i huvudbältet som upptäcktes den 7 november 1993 av de båda japanska astronomerna Seiji Ueda och Hiroshi Kaneda i Kushiro.
Asteroiden har en diameter på ungefär 5 kilometer och den tillhör asteroidgruppen Koronis.